# Simon Marius
Simon Marius (lat. Simon Mayr; 20. siječnja 1573. – 5. siječnja 1625. ) bio je njemački astronom. Rođen je u Gunzenhausenu, blizu Nürnberga, ali veći dio života proveo je u gradu Ansbachu. Najpoznatiji je po tome što je napravio prva promatranja četiri najveća mjeseca Jupitera, prije samog Galilea, a njegova objava njegovog otkrića dovela je do optužbi za plagijarizam. 

## Životopis
Marius je bio sin Reicharta Mayra, gradonačelnika Gunzenhausena.  Na preporuku Georgea Fredericka, markgrofa iz Brandenburg-Ansbacha, primljen je na markgrofovu akademiju u Heilsbronnu 1586. godine, gdje je studirao do 1601. Tijekom tog vremena objavio je zapažanja o kometima i astronomskim tablicama, što mu je davalo reputaciju dobrog astronoma i matematičara, a markgrof ga je imenovao svojim službenim matematičarom.  Marius je želio pohađati Sveučilište u Königsbergu, ali nije uspio dobiti stipendiju.  Međutim, markgrof je napisao pismo preporuke 22. svibnja 1601. kako bi Marius mogao studirati u Pragu pod Tycho Braheom, što je činio i nekoliko mjeseci,  iako je zapravo radio izravno s Davidom Fabriciusom,a ne s Braheom,  
Do rujna 1601. Marius je već napustio Prag i stigao je u Padovu u prosincu 1601. kako bi studirao medicinu na Sveučilištu u Padovi.  Za to je vrijeme učio druge studente astronomije, uključujući Baldassarrea Capra, s kojim je napisao knjigu o novoj zvijezdi (zapravo Keplerovoj supernovi) koju su primijetili 1604. godine.  Capra je imao spor s Galileom Galileijem (obojica su se naučili mačevati od Caprainog oca  ) o izumu proporcionalnog kompasa, a Marius je zauzeo stav svog učenika u argumentu.  Marius je napustio školu u srpnju 1605., vraćajući se u Ansbach kako bi postao matematičar i liječnik novih markgrofova, Christianq i Joachima Ernstom.  
Godine 1606. Marius je u Nürnbergu oženio Felicitas Lauer, kćerkom svog izdavača, a 1609. objavio je prve njemačke prijevode Euklidovih Elemenata. Te je godine izgradio i vlastiti teleskop i u studenom napravio promatranja Galilejevih mjeseca, malo prije nego što je Galileo to učinio, što je postalo izvor velikog spora između njih dvojice.  
Simon Marius je također objavio astronomske tablice, posebno za Jupiterove satelite, i astrološke prognoze, kao i knjigu o kometima iz 1618. i još jednu, postumno, o pozicijskom krugu Ptolomeja.  
Simon Marius umro je 5. siječnja 1625. (po gregorijanskom kalendaru) u Ansbachu nakon kratke bolesti.  

## Spor s Galileom
Capra je objavio drugu knjigu 1607. koju je zapravo plagirao od Galilea, a Marius je bio umiješan u taj čin zbog svoje prethodne povezanosti s Caprom, iako je to bilo nakon što je Marius napustio Padovu. Galileo je sigurno bio pod tim dojmom, jer je svog "starog protivnika" (bez izričitog naziva Mariusa) nazvao "otrovnim gmizavcem" i "neprijateljem cijelog čovječanstva".  
Godine 1614. Marius je objavio svoje djelo Mundus Iovialis opisujući planet Jupiter i njegove mjesece (prethodno je otkriće objavio 1611. godine u lokalnom almanahu ). Ovdje je tvrdio da je otkrio četiri glavna mjeseca planeta otprilike mjesec dana prije Galilea, koji je bio prirodno razjaren. U Analitičaru 1623. optužio je Mariusa za plagijarizam.  
Zbog Galileovog statusa u znanstvenoj zajednici, Mariusov ugled bio je narušen Galilejevim optužbama gotovo 300 godina. Međutim, porota u Nizozemskoj 1903. godine detaljno je ispitala dokaze i presudila u korist Mariusovih neovisnih otkrića, a rezultate je objavio Bosscha 1907. Navodno je Marius otkrio mjesece samostalno, ali nije počeo voditi bilješke sve do 29. prosinca 1609. Marius je koristio Julijanski kalendar, a taj je datum ekvivalentan 8. siječnja 1610., u gregorijanskom koji je Galileo koristio, dan nakon Galileovog pisma u kojem je prvi opisao mjeseca.
Bez obzira na prioritet, mitološka imena po kojima su ovi sateliti danas poznati ( Io, Europa, Ganimed i Kalisto ) su oni koje im je dao Marius.

## Otkrića
Simon Marius također je promatrao Andromedu kao „maglicu“, koja je bila poznata i perzijskim astronomima srednjeg vijeka, no priznaje se da je on prvi astronom koji ga je opazio pomoću astronomskog teleskopa.
Mariusova djela su diskutabilna, ali ono što postoji ima tendenciju da primjećuje njegovu vještinu promatrača, uključujući: 
- 1612. godine izmjerio je promjer maglice Andromeda i razabiralo je da ima prigušenu, blijedu svjetlost koja se povećavala u sjaju prema njenom središtu[4] poput "svijeće koja svijetli kroz rog".[5]
- da je otkrio lažne diskove zvijezda koje je stvorio njegov teleskop.[6]
- To je, iz svojih promatranja galilejanskih mjeseci, izveo bolja razdoblja revolucije i druge orbitalne elemente za njih nego Galileo.[7]
- Da je promatrao mjesto supernove Tycho Brahe iz 1572. godine i tamo pronašao zvijezdu za koju je procijenio da je "nešto mračnija od trećeg mjeseca Jupitera".[8]

Marius je izvukao zaključke o strukturi svemira iz svojih promatranja Jupierovih satelita i zvjezdanih diskova. Zvjezdani diskovi koje je promatrao bili su lažni (vjerojatno je zračni disk uzrokovan difrakcijom, jer su zvijezde predaleko da bi se njihovi fizički diskovi teleskopski mogli detektirati), ali Marius ih je protumačio kao fizičke diskove, poput planetarnih diskova vidljivih kroz teleskop. Zaključio je da, budući da je mogao vidjeti zvjezdane diskove, zvijezde ne mogu biti toliko udaljene kao što je to potrebno u svjetskom sustavu Kopernika, i rekao je da je pojava zvijezda viđena teleskopom zapravo argumentirana Koperniku. Iz svojih promatranja galilejanskih mjeseca zaključio je i da oni moraju orbitirati oko Jupitera, dok Jupiter kruži oko Sunca. Stoga je Marius zaključio da geocentrični Braheov sustav, u kojem planeti kruže Suncem dok Sunce kruži Zemljom, mora biti ispravan svjetski sustav, odnosno model svemira.

## Počasti
Međunarodna astronomska unija (IAU) počastila ga je imenovanjem jednog mjesečevog kratera Marius. Gimnazija Simon-Marius u svom rodnom gradu Gunzenhausen i asteroid (7984) Marius su također nazvani po njemu.

## Radovi
- Mundus Iovialis anno MDCIX Detectus Ope Perspicilli Belgici ( Die Welt des Jupiter, 1609 mit dem flämischen Teleskop entdeckt ; Lateinisches Faximile und deutsche Übersetzung; Hrsg. Und Bearb. Von Joachim Schlör. Naturwiss. begleitet i mit einem Nachw. vers. von Alois Wilder), 1614
- Zinner, E., "Zur Ehrenrettung des Simon Marius", u: Vierteljahresschrift der Astronomischen Gesellschaft, 77. Jahrgang, 1. Heft, Leipzig 1942
- Bosscha, J., "Simon Marius. Réhabilitation d´un astronome calomnié ", u: Archives Nederlandaises des Sciences Exactes et Naturelles, Ser. II, T. XII, str.   258–307, 490–528, La Haye, 1907

## Vanjske poveznice
- Marius-Portal - Matematičar - Medicinar - Astronom.
- Projekt Galileo - biografija Simona Mariusa.
- Gimnazija Simon Marius - Simon-Marius-Gimnazija Gunzenhausen, nazvana po astronomu.
- Internetske galerije, zbirke Povijesti znanosti, Knjižnice Sveučilišta u Oklahomi  Arhivirana inačica izvorne stranice od 15. svibnja 2012. (Wayback Machine) Slike visoke rezolucije i / ili portreti Simona Mariusa u .jpg i .tiff formatu.